# Phylacia
Phylacia es un género de hongos en la familia Xylariaceae.